# Ali Guarneros Luna
Ali Guarneros Luna, (Ciudad de México, 1973) es una ingeniera aeroespacial mexicana radicada en Silicon Valley. Actualmente, colabora con la Oficina de Sistemas de Seguridad y Garantía de Misiones de la NASA en el Centro de Investigación Ames. Anteriormente, trabajó en la dirección de Ingeniería del Centro de Investigación Ames como autoridad técnica para el desarrollo de pequeños satélites y cargas útiles con destino a la Estación Espacial Internacional. Guarneros fue parte del equipo que construyó el primer satélite americano lanzado desde la Estación Espacial Internacional. Ali es también una promotora activa de la educación STEM

## Primeros años de vida
Guarneros nació en 1973 en la Ciudad de México. Creció junto a sus 3 hermanos y su madre. Su madre, originaria de Houston, Texas, no terminó la escuela secundaria, pero era una asidua lectora de enciclopedias. Cuando tenía 7 años, Guarneros leyó acerca de la ingeniería aeroespacial en una enciclopedia y decidió que algún día quería estudiar eso. A la edad de 12 años, Guarneros vivió el devastador terremoto de México 1985, tras el cual su familia perdió familiares, amigos y patrimonio. Tras este suceso, su madre decidió migrar a los Estados Unidos, estableciéndose en la ciudad de San José, California. A la edad de 18 años, Guarneros tuvo la necesidad de trabajar y dejar los estudios de lado para apoyar en la manutención de su familia. Años después, Guarneros se convirtió en madre de 4 hijos, dos de los cuales fueron diagnosticados con necesidades especiales. Esto último, motivó a Guarneros a retomar sus estudios para conseguir un título universitario y un trabajo estable.

## Educación
Guarneros ingresó a la Universidad Estatal de San José en 2005, donde estudió ingeniería aeroespacial. Por medio de uno de sus profesores, se enteró de la oportunidad de hacer una pasantía en la NASA, en el Centro de Investigación Ames. Al terminar su pasantía, se convirtió en contratista y después se incorporó al servicio público. En 2013, obtuvo el grado de maestría en ingeniería aeroespacial en la Universidad Estatal de San José.

## Trayectoria
Guarneros empezó su carrera en la NASA colaborando con el Synchronized Position Hold Engage and Reorient Experimental Satellite (SPHERES), en el desarrollo de satélites miniatura. Guarneros se incorporó al equipo que desarrolla el programa Technology Educational Satellite (TechEdSat), donde actualmente colabora. El programa TechEdSat desarrolla CubeSats, que son satélites construidos por estudiantes de la Universidad Estatal de San José y la Universidad de Idaho en asociación con el Centro de Investigación Ames de la NASA. Estos satélites han sido usados para probar tecnología de comunicación para pequeños satélites, y han contribuido al desarrollo del concepto de Small Payload Quick Return (SPQR).

## Reconocimientos
Guarneros ha recibido numerosos reconocimientos por su trayectoria profesional y por su activismo. En 2013, la organización Great Minds in STEM le otorgó el premio HENAAC Luminary Award, por ser un modelo a seguir en la comunidad latina. En 2015, recibió el premio NASA Equal Employment Opportunity Medal por su aportación a la creación de oportunidades equitativas de empleo. También recibió el ISS Space Flight Awareness Award en 2014, por sus contribuciones a los proyectos SPHERES, Modular Rapidly Manufactured Small Satellite (MRMSS) y TechEdSat. En 2017, su trayectoria en área de la tecnología espacial fue recononida con el premio Space Technology por la Sociedad Americana de Astronáutica. En 2018, recibió el premio Ohtli que otorga la Secretaría de Relaciones Exteriores a través del Instituto de Mexicanos en el Exterior, por sus esfuerzos para propiciar el bienestar de la comunidad mexicana en el extranjero. En 2018, recibió también el premio Outstanding Technical Contribution in Government Award, en el marco de la conferencia Women of Color STEM, por ser una pionera en el área de tecnología espacial y por romper barreras a lo largo de su trayectoria. La organización Great Minds in STEM le otorgó el reconocimiento Most Promising Scientist or Engineer en 2019.